# بنجاي
بنجاي (بالإنجليزية: Binjai)‏ هي مدينة مع مئات الآلاف من السكان تقع في إندونيسيا في سومطرة الشمالية. يقدر عدد سكانها بـ 242,672 نسمة ومساحتها 90.236 كم2 وترتفع عن سطح البحر 28 متر.